# Parrocchia di Saint Mary (Louisiana)
La parrocchia di Saint Mary (in inglese Saint Mary Parish) è una parrocchia dello Stato della Louisiana, negli Stati Uniti. La popolazione al censimento del 2000 era di 53 500 abitanti. Il capoluogo è Franklin.
La parrocchia (in Louisiana le parrocchie costituiscono un livello amministrativo equivalente a quello delle contee degli altri stati degli USA) fu creata nel 1811.